# Lionel Faure
Pour les articles homonymes, voir Faure.

a Compétitions nationales et continentales officielles uniquement.

b Matchs officiels uniquement.
Dernière mise à jour le 16 août 2017.
Lionel Faure, né le 26 novembre 1977 à Montauban, est un joueur international français de rugby à XV. Il joue au poste de pilier gauche à l'ASM Clermont.
En 2012, il prend sa retraite et devient consultant pour Canal+ : il participe alors à l'émission Les spécialistes rugby, le vendredi soir sur Canal+ Sport et commente des matchs de Top 14, le samedi sur Rugby+.

## Carrière

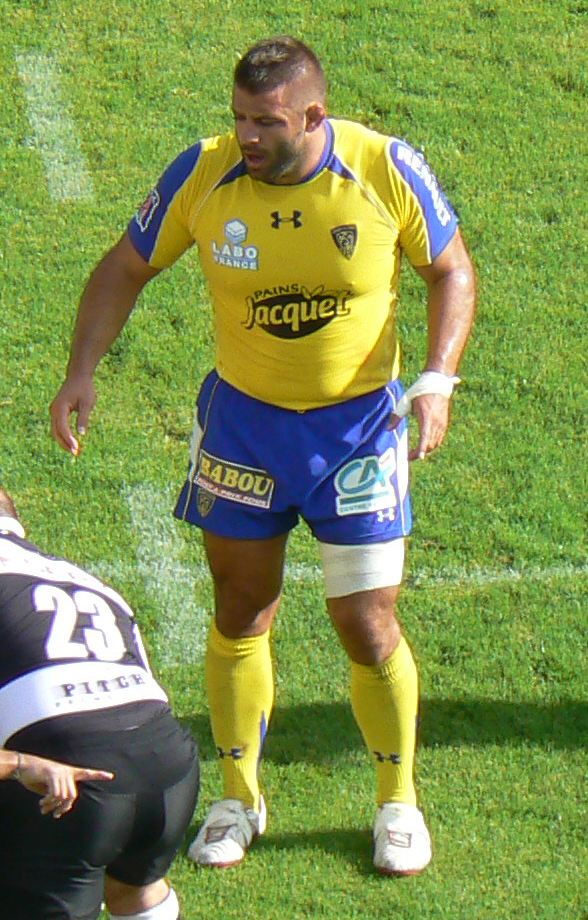
Lionel Faure avec l'ASM Clermont Auvergne août 2010.

### En équipe nationale
Alors qu'il est champion d'Angleterre avec Sale en 2006, il est snobé par Bernard Laporte.
Il honore sa première cape internationale en équipe de France le 3 février 2008 contre l'équipe d'Écosse, à la suite de la prise de fonction du trio d'entraîneurs Lièvremont-Ntamack-Retière. Sa carrière internationale s'interrompt l'année suivante sur deux défaites dans le Tournoi des 6 nations, contre l'Irlande et l'Angleterre.

### Avec les Barbarians
En juin 2009, il participe à la tournée des Barbarians français en Argentine pour affronter le Rosario Invitación XV puis les Pumas,. Les Baa-Baas l'emportent 54 à 30 contre Rosario puis s'inclinent 32 à 18 contre l'Argentine à Buenos Aires.
En novembre 2010, il est invité avec les Barbarians français pour jouer un match contre les Tonga au Stade des Alpes à Grenoble. Ce match est aussi le jubilé de Jean-Baptiste Elissalde. Les Baa-Baas s'inclinent 27 à 28.
En juin 2012, il participe à la tournée des Barbarians français au Japon pour jouer deux matchs contre l'équipe nationale nippone à Tokyo. Les Baa-Baas l'emportent 40 à 21 puis 51 à 18.

## Palmarès

### En club
Avec l’ASM Clermont
- Championnat de France :
  - Champion (1) : 2010

Avec Sale
- Championnat d’angleterre :
  - Champion (1) : 2006
- Trophée des champions :
  - Vainqueur (1) : 2006

### En équipe nationale
- 8 sélections en équipe de France
- Sélections par année : 6 en 2008, 2 en 2009
- Tournois des Six Nations disputés : 2008, 2009